# Courtney Lawes
Pour les articles homonymes, voir Lawes.

a Compétitions nationales et continentales officielles uniquement.

b Matchs officiels uniquement.
Dernière mise à jour le 19 juillet 2024.
Courtney Lawes, né le 23 février 1989 à Hackney, Londres (Angleterre), est un joueur international anglais de rugby à XV qui évolue aux postes de deuxième ligne ou de troisième ligne aile au CA Brive.
Il fait ses débuts professionnels avec les Northampton Saints en 2007 puis rejoint le CA Brive à l'été 2024.

## Biographie

### Jeunesse et formation
Né à Londres, Courtney Lawes grandit dans la ville de Northampton. Durant son enfance, il joue au basket-ball en raison de sa grande taille avant d'opter finalement pour le rugby à XV. Il entre à l'académie des Northampton Saints. Il est très vite repéré et est même sélectionné dans les équipes de moins de 18 ans et de moins de 20 ans de l'équipe d'Angleterre.

### Carrière professionnelle
Lors de la saison 2007-2008, il fait ses débuts professionnels avec le club de Northampton en National Division 1. Les Saints terminent premiers du championnat et obtiennent leur ticket pour jouer la saison suivante en première division.
Lors de la saison 2008-2009, il fait ses débuts dans le Guinness Premiership ainsi qu'en Challenge européen où dans cette dernière compétition il obtient un titre honorifique d'homme du match lors du match contre Montpellier RC. Cependant, il se fait remarquer également lors de la finale en raison de son agressivité. Au cours de la rencontre que Northampton remporte, il blesse sérieusement le joueur berjallien Morgan Parra (disjonction accromio-claviculaire de l'épaule gauche). Le coéquipier du demi de mêlée français, Thomas Genevois, frappe alors le joueur anglais. Cependant Lawes n'est pas sanctionné sur le terrain d'un carton jaune ni après devant la commission de discipline de l'ERC qui ne considère aucune irrégularité. Le même incident se déroule lors du Tournoi des Six Nations 2015 sur le demi d'ouverture français, Jules Plisson.
En 2017, il fait partie de l'équipe type du Championnat d'Angleterre.
En juillet 2019, il est sélectionné en équipe nationale pour préparer la Coupe du monde 2019.
Fin juin 2023, il est sélectionné avec le XV de la Rose par Steve Borthwick dans un groupe de 41 joueurs pour les matchs de préparation à la Coupe du monde 2023,. Quelques semaines plus tard, il est retenu dans le groupe final pour participer au Mondial,. Le 26 août, il fête sa centième sélection contre l'équipe des Fidji à Twickenham lors des matchs de préparation à la Coupe du monde 2023. Après l'élimination de son équipe en demi-finale, il annonce qu'il prend sa retraite internationale après avoir disputé 105 matchs et quatre Coupe du monde avec l'équipe d'Angleterre.
Quelques mois plus tard, en février 2024, il est annoncé qu'il quitte les Northampton Saints à l'issue de la saison pour rejoindre la France et le CA Brive.

## Statistiques en équipe nationale
- 105 sélections entre 2009 et 2023 - 2 essais[2]
- Tournoi des Six Nations disputés : 2010, 2012, 2013, 2014, 2015, 2016, 2017, 2018, 2019, 2020, 2021, 2022, 2023[2]

Courtney Lawes dispute quatre éditions de la Coupe du monde. En 2011, il dispute trois rencontres, toutes en tant que titulaire, face à l'Argentine, l'Écosse et la France. En 2015, il obtient deux sélections, contre les Fidji et le pays de Galles. En 2019, il dispute six rencontres contre les Tonga, les États-Unis, l'Argentine, l'Australie, la Nouvelle-Zélande et l'Afrique du Sud. Et en 2023, il dispute cinq rencontres contre l'Argentine, le Japon, les Samoa, les Fidji et l'Afrique du Sud.

## Palmarès

### En club
- Northampton Saints
  - Vainqueur du Championnat d'Angleterre de 2e division en 2008.
  - Vainqueur du Challenge européen en 2009 et 2014.
  - Finaliste de la Coupe d'Europe en 2011.
  - Vainqueur du Championnat d'Angleterre en 2014 et 2024.

### En équipe nationale
- Finaliste du Championnat du monde junior en 2008 avec l'équipe d'Angleterre des moins de 20 ans.
- Angleterre
  - Vainqueur de la Triple Couronne en 2014, 2016 et 2020.
  - Vainqueur du Tournoi des Six Nations en 2016 (Grand Chelem), 2017 et 2020.
  - Finaliste de la Coupe du monde en 2019.
  - Troisième de la Coupe du monde en 2023.

### Distinctions personnelles
- Membre de l'équipe type du Championnat d'Angleterre en 2017 et 2024.